# Rem als Jocs Olímpics d'estiu de 1996
Als Jocs Olímpics d'Estiu de 1996 celebrats a la ciutat d'Atlanta (Estats Units d'Amèrica) es disputaren 14 proves de rem, 8 en categoria masculina i 6 en categoria femenina. Les proves tingueren lloc entre els dies 21 i 28 de juliol de 1996 al llac Lanier (Gainesville).
Hi participaren un total de 608 remers, entre ells 403 homes i 205 dones, de 45 comitès nacionals diferents

## Resum de medalles

### Categoria masculina
| Prova                                | Or | Argent | Bronze |
| Scull individual Detalls             | Xeno Mueller | Derek Porter | Thomas Lange |
| Doble Scull Detalls                  | Itàlia Agostino Abbagnale · Davide Tizzano | NoruegaSteffen Skår Størseth · Kjetil Undset | FrançaFrederic Kowal · Samuel Barathay |
| Quàdruple Scull Detalls              | AlemanyaAndreas Hajek · Stephan Volkert · Andre Steiner · Andre Willms                                                                                                   | Estats UnitsTim Young · Eric Mueller · Brian Jamieson · Jason Gailes                                                                                                 | AustràliaJanusz Hooker · Boden Joseph Hanson · Duncan Free · Ronald Snook |
| Dos sense timoner Detalls            | Regne UnitSteven Redgrave · Matthew Pinsent | AustràliaDavid Weightman · Robert Geoffrey Scott | FrançaMichel Andrieux · Jean Christophe Rolland |
| Quatre sense timoner Detalls         | AustràliaNicholas Green · Drew Ginn · James Tomkins · Mike McKay | FrançaBertrand Vecten · Olivier Moncelet · Daniel Fauche · Giles Bosquet                                                                                             | Regne UnitGregory Searle · Jonny Searle · Rupert John Obholzer · Tim James Foster |
| Vuit amb timoner Detalls             | Països BaixosKoos Maasdijk · Ronald Florijn · Jeroen Duyster · Michiel Bartman · Henk-Jan Zwolle · Niels van der Zwan · Niels van Steenis · Diederik Simon · Nico Rienks | AlemanyaMark Kleinschmidt · Detlef Kirchhoff · Wolfram Huhn · Roland Baar · Marc Weber · Ulrich Viefers · Peter Thiede · Thorsten Streppelhoff · Frank Joerg Richter | RússiaPavel Melnikov · Andrey Glukhov · Anton Chermashentsev · Aleksandr Lukyanov · Nikolay Aksyonov · Dmitriy Rozinkevich · Sergeij Matveyev · Roman Monchenko · Vladimir Volodenkov |
| Doble scull lleuger Detalls          | SuïssaMichael Gier · Markus Gier | Països BaixosMaarten van der Linden · Pepijn Aardewijn | AustràliaBruce Hick · Anthony Edwards |
| Quatre sense timoner lleuger Detalls | DinamarcaVictor Feddersen · Niels Henriksen · Thomas Poulsen · Eskild Ebbesen                                                                                            | CanadàBrian Peaker · Jeffrey Lay · Dave Boyes · Gavin Hassett | Estats UnitsMarc Schneider · Jeff Pfaendtner · David Collins · William Carlucci |

### Categoria femenina
| Prova                               | Or | Argent | Bronze |
| Scull individual Detalls            | Katsiarina Karsten | Silken Laumann | Trine Hansen |
| Doble Scull Detalls                 | CanadàKathleen Heddle · Marnie McBean | R.P. de la XinaXiuyun Zhang · Mianying Cao | Països BaixosIrene Eijs · Eeke van Nes |
| Doble scull lleuger Detalls         | RomaniaCamelia Macoviciuc · Constanţa Burcica | Estats UnitsTeresa Z. Bell · Lindsay Burns | AustràliaVirginia Lee · Rebecca Joyce |
| Quàdruple Scull amb timoner Detalls | AlemanyaKatrin Rutschow · Jana Sorgers · Kerstin Koppen · Kathrin Boron                                                                                      | UcraïnaSvetlana Maziy · Dina Myftakhutdinova · Inna Frolova · Olena Ronzhyna                                                                              | CanadàLaryssa Biesenthal · Diane O’Grady · Kathleen Heddle · Marnie McBean |
| Dos sense timoner Detalls           | AustràliaMegan Marcks · Kate Slatter | Estats UnitsMissy Schwen · Karen Kraft | FrançaChristine Gosse · Helene Cortin |
| Vuit amb timoner Detalls            | Romania Liliana Gafencu · Veronica Cochelea · Elena Georgescu · Anca Tănase · Doina Spircu · Mărioara Popescu · Ioana Olteanu · Elisabeta Lipă · Doina Ignat | Canadà Anna van der Kamp · Tosha Tsang · Lesley Thompson · Emma Robinson · Jessica Monroe · Heather McDermid · Maria Maunder · Theresa Luke · Alison Korn | Belarús Yelena Mikulich · Marina Znak · Natalya Volchek · Natalia Stasyuk · Tamara Davydenko · Valentina Skrabatun · Natalya Lavrinenko · Yaroslava Pavlovich · Aleksandra Pankina |

## Medaller
| Posició | País            | Or | Argent | Bronze | Total |
| 1       | Austràlia       | 2  | 1      | 2      | 5     |
| 2       | Alemanya        | 2  | 1      | 1      | 4     |
| 3       | Romania         | 2  | 0      | 0      | 2     |
| 3       | Suïssa          | 2  | 0      | 0      | 2     |
| 5       | Canadà          | 1  | 4      | 1      | 6     |
| 6       | Països Baixos   | 1  | 1      | 1      | 3     |
| 7       | Belarús         | 1  | 0      | 1      | 2     |
| 7       | Dinamarca       | 1  | 0      | 1      | 2     |
| 7       | Regne Unit      | 1  | 0      | 1      | 2     |
| 10      | Itàlia          | 1  | 0      | 0      | 1     |
| 11      | Estats Units    | 0  | 3      | 1      | 4     |
| 12      | França          | 0  | 1      | 3      | 4     |
| 13      | Noruega         | 0  | 1      | 0      | 1     |
| 13      | Ucraïna         | 0  | 1      | 0      | 1     |
| 13      | R.P. de la Xina | 0  | 1      | 0      | 1     |
| 16      | Rússia          | 0  | 0      | 1      | 1     |